# Альгиеба
Альгиеба (γ Льва / γ Leonis) — двойная звезда в созвездии Льва.
Название Альгиеба происходит от арабского Al-Jabhah, что означает лоб. Вопреки этому значению, звезда в действительности является гривой Льва. Латинское название — Juba («грива»).
α Льва (Регул), η Льва, γ Льва (Альгиеба), ζ Льва, μ Льва и ε Льва (Альгенуби) образуют астеризм "Серп".